# Southside Place
Southside Place – miasto w Stanach Zjednoczonych, w stanie Teksas, w hrabstwie Harris.